# Centre Hall
Centre Hall es un borough ubicado en el condado de Centre en el estado estadounidense de Pensilvania. En el año 2000 tenía una población de 1,079 habitantes y una densidad poblacional de 672 personas por km².

## Geografía
Centre Hall se encuentra ubicado en las coordenadas 40°50′39″N 77°42′5″O / 40.84417, -77.70139,en el centro geográfico del estado de Pensilvania.

## Demografía
Según la Oficina del Censo en 2000 los ingresos medios por hogar en la localidad eran de $42,143 y los ingresos medios por familia eran $49,333. Los hombres tenían unos ingresos medios de $34,271 frente a los $23,304 para las mujeres. La renta per cápita para la localidad era de $23,195. Alrededor del 2% de la población estaba por debajo del umbral de pobreza.